# Aphyosemion hanneloreae
Aphyosemion hanneloreae är en fiskart som beskrevs av Alfred C. Radda och Pürzl, 1985. Aphyosemion hanneloreae ingår i släktet Aphyosemion och familjen Nothobranchiidae. IUCN kategoriserar arten globalt som livskraftig. Inga underarter finns listade i Catalogue of Life.